# (18556) Battiato
(18556) Battiato (1997 CC7) – planetoida z grupy pasa głównego asteroid okrążająca Słońce w ciągu 5,35 lat w średniej odległości 3,06 j.a. Odkryta 7 lutego 1997 roku.